# Березін Юхим Йосипович
Юхи́м Йо́сипович Бере́зін (сценічний псевдонім — Штепсель; 11 листопада 1919, Одеса, Херсонська губернія — 29 травня 2004, Тель-Авів, Ізраїль) — український радянський актор, кінорежисер, сценарист, артист розмовного жанру. Народний артист Української РСР (1960). Член НСКінУ (1958—1999).

## Життєпис
Народився в Одесі, закінчив Київський театральний інститут, де познайомився з Юрієм Тимошенком. Під час війни обидва виступали в складі ансамблю на Південно-західному фронті. Березін виконував образ кухаря Галкіна, а Тимошенко — банщика Мочалкіна. Дует Штепсель і Тарапунька з'явився у 1946, користувався надзвичайною популярністю в СРСР і проіснував 40 років. Після закінчення режисерського факультету був режисером київського Татру російськох драми імені Лесі Українки, автором і головним режисером української республіканської естради. Народний артист УРСР (1960). Після смерті Тимошенка в 1986 деякий час виступав сам, однак великої популярності вже не мав. Пізніше виїхав на проживання до Ізраїлю. Хворів на хворобу Паркінсона, помер у Тель-Авіві 29 травня 2004 року. На будинку в Одесі (вул. Князівська, 29), де народився актор, встановлено меморіальну дошку.
В журналі «Перець» № 23 за 1979 р. розміщено дружній шарж А. Арутюнянца, присвячений 60-літтю актора

### Родина
- Дружина — Розіта Березіна
  - Дочка — Анна, дружина актора Леоніда Каневського
  - Син — Григорій

## Фільмографія
Акторські роботи:
- «Шуми, містечко» (1939, музикант (немає в титрах)
- «Травнева ніч» (1940, епізод (немає в титрах)
- «Тарапунька і Штепсель під хмарами» (1953)
- «Веселі зірки» (1954)
- «Пригоди з піджаком Тарапуньки» (1955, к/м)
- «Штепсель одружує Тарапуньку» (1957)
- «У цей святковий вечір» (1959)
- «Їхали ми, їхали...» (1962)
- Кіножурнал «Фітіль», новела «Мишоловка»/ №4 (1962)
- Кіножурнал «Фітіль», новела «Номенхалтура»/ №9 (1963)
- Кіножурнал «Фітіль», новела «Поїдемо навпростець»/ №2 (1962)
- «Легке життя» (1964)
- «Веселі зірки» (1964)
- «У першу годину» (1965, Штепсель)
- «Новорічний календар» (1965)
- «Рівно двадцять с гаком» (1968)
- «Викрадення» (1969)
- «Сміхонічні пригоди Тарапуньки і Штепселя» (1970)
- «Від і до» (1976)
- «Хвилюйтесь, будь ласка» (1980, фільм-концерт)
- «Моя хата з краю» (1986)
- «Мігранти» (1991, епізод)

Режисер-постановник:
- 1953 — «Тарапунька і Штепсель під хмарами» (к/м, у співавт.)
- 1957 — «Штепсель одружує Тарапуньку» (у співавт.)
- 1962 — «Їхали ми, їхали...» (у співавт.)
- 1963 — Кіножурнал «Фітіль», новела «Номенхалтура»/ №9 (у співавт.)
- 1970 — «Сміхонічні пригоди Тарапуньки і Штепселя»  (у співавт.)
- 1980 — «Хвилюйтесь, будь ласка» (фільм-концерт; у співавт.)
- 1986 — «Моя хата з краю» (у співавт.)

Сценарист:
- 1953 — «Тарапунька і Штепсель під хмарами» (к/м, у співавт.)
- 1962 — «Їхали ми, їхали...» (у співавт.)
- 1962 — Кіножурнал «Фітіль», новела «Поїдемо навпростець»/ №2 (у співавт.)
- 1963 — Кіножурнал «Фітіль», новела «Номенхалтура»/ №9 (у співавт.)
- 1968 — «Рівно двадцять с гаком» (у співавт.)
- 1970 — «Сміхонічні пригоди Тарапуньки і Штепселя» (у співавт.)
- 1976 — «Від і до» (у співавт.)
- 1980 — «Хвилюйтесь, будь ласка» (фільм-концерт; у співавт.)
- 1986 — «Моя хата з краю» (у співавт.)